# Wirt und Gast
Représentations notables
- 1814, Vienne
- 1815, Prague sous la direction de Carl Maria von Weber
- 1819, Dresde sous la direction de Carl Maria von Weber
- 10 octobre 2010, Bad Urach lors des Herbstliche Musiktage

Personnages
- Haroun al-Rachid, calife de Bagdad (basse)
- Irène, nièce de Haroun al-Rachid (soprano)
- Alimelek, jeune et riche habitant de Bagdad (ténor)
- Giafar, grand vizir d’Haroun al-Rachid (ténor)
- Ibrahim, majordome  d’Alimelek (basse)
- Amis d’Alimelek, gardiens, serviteurs, esclaves (chœur)

Wirt und Gast, oder Aus Scherz Ernst (« Hôte et invité, ou Une Plaisanterie prise au sérieux ») est le deuxième opéra composé par Giacomo Meyerbeer. Le livret, établi d’après le conte tiré des Mille et Une Nuits intitulé « Histoire du dormeur éveillé », est de Johann Gottlieb Wohlbrück. La création eut lieu au Hoftheater de Stuttgart le 6 janvier 1813.

## Sujet

### L’histoire originale du dormeur éveillé
L’opéra est une libre adaptation du conte « Histoire du dormeur éveillé » tiré des Mille et Une Nuits. Dans l’histoire originale, un jeune homme nommé Abou-Hassan hérite de son père une fortune colossale. Il partage la somme en deux parties égales : la première est investie et ne doit jamais servir à financer les dépenses du jeune homme ; la seconde doit par contre lui permettre d’assouvir toutes ses fantaisies. Après un an de folles dépenses qui ont surtout servi à entretenir une foule de pique-assiettes, Abou-Hassan a gaspillé la moitié de sa fortune. Devant réduire son train de vie, il demande à ses « amis » qu’il a si souvent aidés pendant un an de lui rendre la pareille. Ces derniers font la sourde oreille. Abou-Hassan fait alors le serment de ne plus inviter à dîner qu’une personne à la fois et de ne jamais se lier d’amitié avec elle.
Un soir, il invite à dîner un riche marchand qui n’est autre que le calife Haroun al-Rachid déguisé. Abou-Hassan lui raconte son histoire et formule le vœu de pouvoir être calife (même si cela ne doit durer qu’un seul jour) afin de punir les imams de la mosquée voisine qui ne cessent de critiquer sa façon de vivre. Amusé, Haroun al-Rachid drogue son hôte et le fait transporter endormi dans son palais pendant la nuit.
Le lendemain, Abou-Hassan se réveille dans le palais du calife où chacun le traite comme s’il était, et avait toujours été, le calife de Bagdad. Incrédule, le jeune homme se prend néanmoins au jeu : il règle avec discernement les affaires de l’État que lui soumet le grand vizir Giafar, fait punir les imams qui le critiquaient et envoie une forte somme d’argent à sa mère.

Lorsqu’il se réveille le jour suivant dans sa modeste demeure, Abou-Hassan ne doute pas d’avoir rêvé. Il est néanmoins fort surpris de constater que tous les ordres qu’il est censé avoir donnés en rêve ont été exécutés. Complètement désorienté, il dit à qui veut l’entendre qu’il est en fait le calife de Bagdad. Son entourage le croyant fou, le jeune homme est interné durant plusieurs semaines dans un asile où il subit force mauvais traitements.
Renonçant à comprendre ce qui lui est arrivé, Abou-Hassan cesse de se prétendre calife, ce qui lui permet d’être libéré. Revenu chez lui, il reprend comme si de rien n’était son habitude d’inviter à dîner un inconnu chaque soir. Il rencontre alors à nouveau Haroun al-Rachid, toujours déguisé en riche marchand. Ce dernier insiste tant et si bien qu’Abou-Hassan, malgré ses réticences initiales, l’invite à nouveau dans sa maison. Haroun al-Rachid est quelque peu affligé d’apprendre les suites malheureuses qu’a provoqué son innocente plaisanterie. Il échafaude alors une nouvelle mystification dont l’issue serait plus favorable au pauvre Abou-Hassan.
Lorsque ce dernier se réveille le matin suivant, il est revenu au palais et chacun fait comme si Abou-Hassan était le calife. Ne cherchant plus à comprendre ce qui relève du rêve ou de la réalité et bien décidé à profiter au maximum de tous les plaisirs qui lui sont offerts, Abou-Hassan passe une merveilleuse journée et séduit tous les habitants du palais par sa gentillesse et sa gaîté. Le soir venu, Haroun al-Rachid révèle au jeune homme la supercherie et lui offre la possibilité de rester dans le palais. Abou-Hassan accepte la proposition du calife.
Quelque temps après, il tombe amoureux de l’une des esclaves de l’épouse du calife et la demande en mariage. Les noces sont célébrées avec tant de faste que le pauvre Abou-Hassan se retrouve à nouveau sans argent, ayant dépensé la totalité de la pension que lui verse le calife. Il décide alors de monter à son tour une petite supercherie, susceptible de lui apporter quelque argent. Il fait ainsi croire à Haroun al-Rachid que sa jeune épouse vient de mourir. Le calife, sincèrement peiné, offre alors au soi-disant veuf une somme d’argent lui permettant de financer les funérailles. Pendant ce temps, l’épouse d’Abou-Hassan va à la rencontre de la femme du calife et lui annonce le décès d’Abou-Hassan, ce qui lui permet à son tour d’obtenir une somme d’argent conséquente.
Une fois réunis, le calife et son épouse s’informent mutuellement de ces deux décès inattendus. Le ton monte cependant rapidement entre les deux époux, aucun des deux ne voulant admettre qu’il ait pu faire erreur sur l’identité de celui (ou de celle) qui a trépassé. Ils décident alors de se rendre dans les appartements d’Abou-Hassan où ils trouvent les corps apparemment sans vie des deux jeunes mariés. Se disputant encore avec son épouse pour savoir lequel des deux est décédé en premier, le calife fait le serment de donner une grosse récompense à celui qui pourra lui révéler le déroulement des événements. À ces mots, les deux jeunes mariés ressuscitent, expliquent toute l’histoire et rentrent dans les bonnes grâces du calife et de son épouse, tout en empochant la récompense promise.

### L’adaptation pour l’opéra
Le librettiste a introduit une intrigue sentimentale beaucoup plus développée que dans le conte original, puisque le jeune héros (rebaptisé Alimelek) est épris de la nièce du Calife Haroun al-Rachid, Irène. À la mort de ses parents, celle-ci a été recueillie par son oncle, qui l’a élevée comme sa fille. Très indépendante, elle refuse de se marier avec celui que le calife lui destine. Afin d’échapper à sa colère, elle s’enfuit du palais et s’embarque sur un navire qui est pris dans une tempête. La jeune fille est alors secourue par Alimelek et ne tarde pas à tomber amoureuse de son sauveur. Alimelek étant également épris d’Irène, il l’invite à venir se cacher dans sa maison. Afin de ne pas attirer l’attention des gardes du calife lancés à la recherche d’Irène, le jeune homme en profite pour chasser tous ses anciens compagnons de beuverie avec qui il a dilapidé la moitié de sa fortune et qui pourraient dénoncer la jeune fille. Il se contente désormais d’inviter à dîner des inconnus, moins à même de reconnaitre la jeune fille.
Les principaux éléments de la première partie du conte original (la confusion entre rêve et réalité, le souhait exaucé d’être calife pour un jour, l’internement du héros, etc.) sont donc repris dans le livret, mais arrangés d’une façon sensiblement différente. Toute la deuxième partie (à partir du mariage du héros, avec la supercherie ayant pour objet de soutirer une somme d’argent au calife et à son épouse) est le sujet du singspiel en un acte Abu Hassan composé quelques mois auparavant par Carl Maria von Weber, compagnon d’étude de Meyerbeer chez l’abbé Vogler, et créé le 4 juin 1811 au Hofoper de Munich.

## Argument

### Acte I
Une salle magnifique dans la maison d’Alimelek à Bagdad
- No 1 : Chœur des pique-assiettes « Freund, es hilft kein Widerstreben » (« Ami, il n’y a pas d’hésitation à avoir »): Les anciens compagnons de beuverie d’Alimelek ont profité d’un moment d’inattention pour pénétrer dans sa maison afin de faire ripaille. Par ruse, Ibrahim, le serviteur d’Alimelek, parvient cependant à s’en débarrasser.
- No 2 : Ariette d’Irène « Nur in der Dämm’rung Stille » (« C’est seulement dans le silence du crépuscule ») : Arrive alors Irène qui réalise que seul l’amour d’Alimelek parvient à lui faire supporter sa réclusion volontaire. Entendant du bruit, la jeune fille court se cacher dans ses appartements.
- No 3 : Rondo d’Alimelek « Selig, wen im Mittelstande » (« Béni celui qui est issu de la classe moyenne »): C’est Alimelek qui revient, avec à sa suite, deux invités, un médecin qui prétend pratiquer la magie et son assistant. En fait, il s’agit du calife Haroun al-Rachid et de son grand vizir Giafar. Déguisés, ils recherchent toujours Irène, tout en s’enquérant des éventuelles doléances de la population à l’égard du gouvernement. Haroun al-Rachid est agréablement surpris par la personnalité d’Alimelek, qui semble satisfait de son sort sans aspirer à une position plus élevée et ne cesse de louer le calife. À la question de savoir ce qu’il ferait s’il était calife, Alimelek ne formule que le vœu de punir des imams voisins qui le critiquent de façon haineuse. Rappelant qu’il est aussi magicien, le faux médecin promet à Alimelek que son souhait deviendra bientôt réalité.

- No 4 : Mélodrame

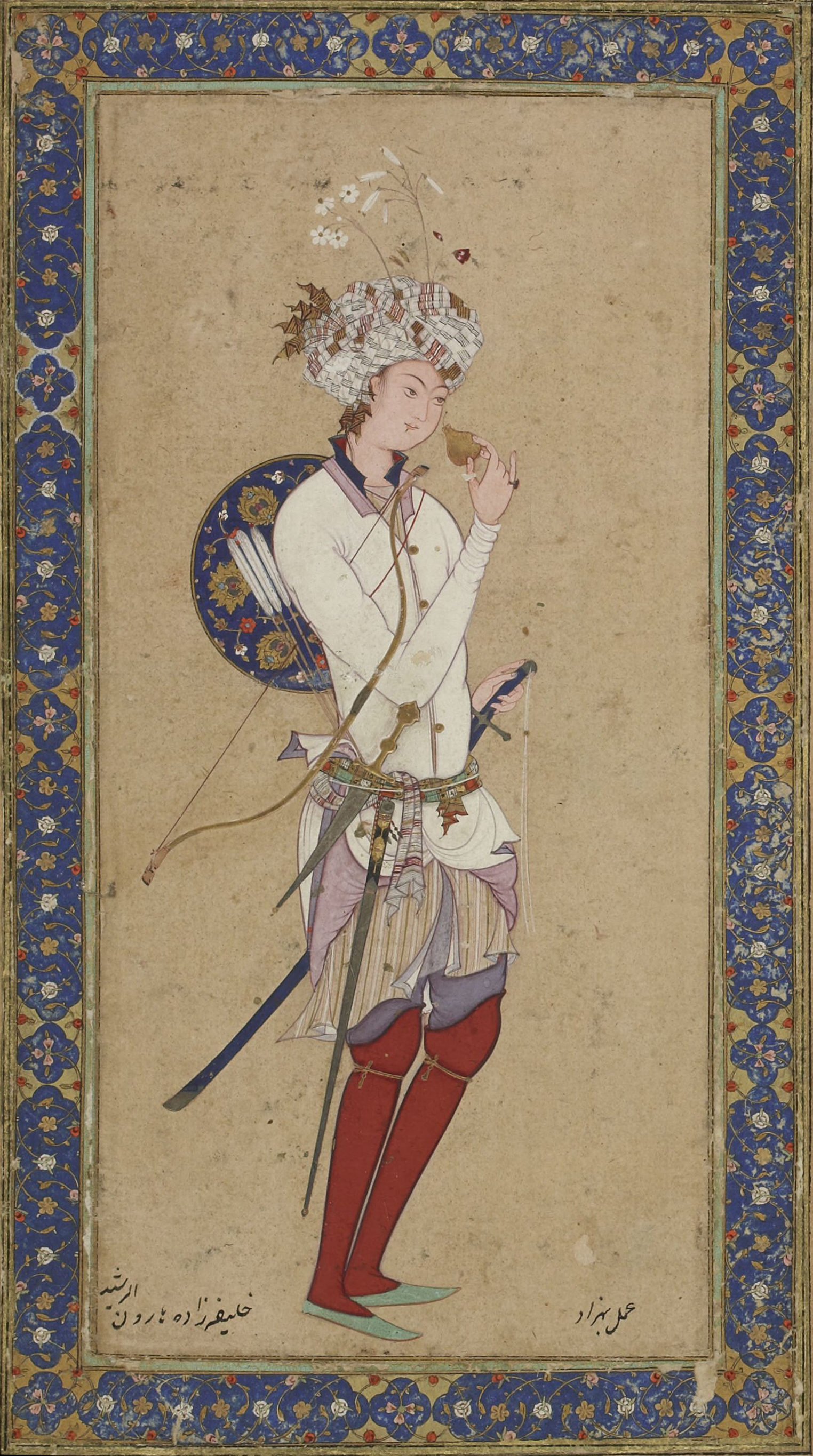
Haroun al-Rachid, calife de Bagdad

- No 5 : Chanson à boire « Zum Phantasientanze winkt uns der edle Wein » (« C’est à une danse fantasque que nous invite ce vin délicieux ») : Même s’il ne croit pas à cette prédiction, Alimelek remercie son invité et lui propose de boire du vin. Le faux médecin accepte et verse subrepticement un puissant somnifère dans le verre de son hôte après l’avoir prié de lui présenter celle qu’il aime. Convaincu d’avoir affaire à deux étrangers, Alimelek fait appeler Irène et sombre dans un profond sommeil.
- No 6 : Finale « Ha, der Kalif ! » (« Ah, le calife ! »): Irène et le calife se reconnaissent immédiatement. Ce dernier reproche amèrement à sa nièce sa fuite, l’ignorance dans laquelle elle le laisse quant à son sort véritable et le fait de vivre avec un homme sans être mariée avec lui. Irène lui raconte l’histoire de son naufrage et de son sauvetage par Alimelek. Elle avoue également l'amour qu'elle éprouve pour son sauveur. Haroun al-Rachid est furieux. Il ordonne à ses gardes d’emmener Irène et son amant au palais où ils subiront un juste châtiment. La jeune fille et Giafar implorent la clémence du calife qui demeure inflexible, et malgré l’intervention d’Ibrahim qui tente d’empêcher les gardes d’emporter son maître, il ne reste bientôt plus dans la maison d’Alimelek que le malheureux serviteur.

### Acte II
La salle du trône dans le palais du calife
- No 7 : Entr'acte et chœur dansé « Ihr Schmeichellüfte » (« Votre brise caressante ») : Haroun al-Rachid n’a toujours pas décidé quel sort il allait réserver aux deux amants. En attendant, il a l’intention de tenir sa promesse en faisant en sorte qu’Alimelek puisse être calife pour un jour. Il ordonne à l’ensemble de sa cour de faire croire au jeune homme qu’il est le calife, et veille à ce que tous exécutent parfaitement ses ordres en jouant lui-même le rôle du grand vizir. Alimelek n’est guère convaincu : afin de mettre à l’épreuve ses nouveaux pouvoirs, il fait envoyer une forte somme d’argent à sa mère, puis fait punir les imams qui le critiquaient.
- No 8 : Duo Alimelek-Irène « Welche böses Zauber waltet und treibt Irenes Blick? » (« Quelle est la magie noire qui gouverne et altère le regard d’Irène? ») : Haroun al-Rachid oblige alors Irène (qu’il fait passer pour une servante) de solliciter auprès d’Alimelek l’autorisation de se marier. Le jeune homme reconnaît la jeune fille et tente de se faire reconnaître par elle. Obéissant aux ordres de son oncle, elle nie cependant l’avoir jamais rencontré. Décontenancé, Alimelek refuse de donner son autorisation pour le soi-disant mariage, prétextant que la jeune fille est déjà promise à un autre.
- No 9 : Marche turque : Irène, bouleversée par ce qui vient de se passer, s’enfuit, laissant Alimelek au comble de la stupéfaction. Une file de solliciteurs pénètre dans la salle du trône au son d’une marche turque. Chacun expose ses récriminations. Alimelek répond à toutes en puisant largement dans le trésor du calife. Témoin de la scène, Haroun al-Rachid commence à s’inquiéter des conséquences de la générosité du jeune homme sur ses finances et décide qu’il est temps de mettre un terme à la plaisanterie. Il fait préparer un somnifère.
- No 10 : Chœur des imams « Klagend und zagend » (« Implorants et tremblants ») : Entretemps, les imams qui devaient être punis sur ordre du calife d’un jour tentent de plaider leur cause. Ils ne font qu’obtenir une aggravation de leur châtiment. Après avoir absorbé le somnifère, Alimelek s’endort rapidement et est emporté par les gardes, obéissant aux ordres d’Haroun al-Rachid.
- No 11 : Air d’Irène « Nein, eben will ich sterben » (« Non, plutôt mourir »). Revient alors Irène, décidée à tout expliquer à Alimelek. À la place de ce dernier, elle retrouve son oncle à qui elle tente de faire comprendre que c’est à elle seule que doit revenir le choix de son époux. De son côté, Haroun al-Rachid s’obstine à vouloir lui imposer un mariage arrangé. Irène, désespérée, lui répond qu’elle préfère mourir plutôt que d’épouser un homme qu’elle n’aime pas.
- No 12 : Musique de scène correspondant à un changement de décor

Un sombre cachot vouté
- No 13 : Trio d’Alimelek, du calife et de Giafar « Ha, der Kalif, ich zage, ich zittre ihn zu seh’n » (« Ah ! le calife, j’hésite, je tremble à sa vue »). Alimelek est jeté dans un sombre cachot où il est accueilli par un geôlier qui n’est autre que Giafar, le grand vizir. Entre alors Haroun al-Rachid, déterminé à savoir si Alimelek aime réellement sa nièce. Après avoir révélé qu’il est en fait le calife de Bagdad, il propose au jeune homme le marché suivant : s’il veut empêcher qu’Irène soit donnée en mariage à un pauvre bédouin, il doit avouer qu’il a enlevé la jeune fille. Le calife précise néanmoins qu’il paiera cet aveu de sa vie. Alimelek accepte. Il est aussitôt ramené dans la salle du trône pour entendre le verdict.

Retour dans la salle du trône du Calife
- No 14 : Finale : Mélodrame, Canon et Chœur final dansé « Segen des Himmels ströme hernieder » (« Que la bénédiction descende des cieux ») : Irène et Alimelek sont amenés devant le calife et la cour. Haroun al-Rachid annonce qu’ayant constaté que les deux jeunes gens s’aimaient d’un amour véritable, il consentait à leur mariage. Tout se termine dans l’allégresse générale, la cour célébrant la gloire du calife par des chants et des danses.

## Genèse
Alors que Meyerbeer révise toujours la partition de son premier opéra Jephthas Gelübde durant l’été 1812 en vue d’une représentation prévue pour le mois de décembre suivant, il commence à composer son deuxième opéra, le singspiel Wirt und Gast. Il opte pour un sujet en totale opposition avec la veine sérieuse et édifiante qui a prévalu pour son premier opéra, inspiré d’un récit biblique.
L’opéra est à nouveau un singspiel, forme particulièrement populaire en Allemagne à la fin du XVIIIe siècle et au début du XIXe siècle, où les récitatifs sont remplacés par des dialogues parlés.

## Création

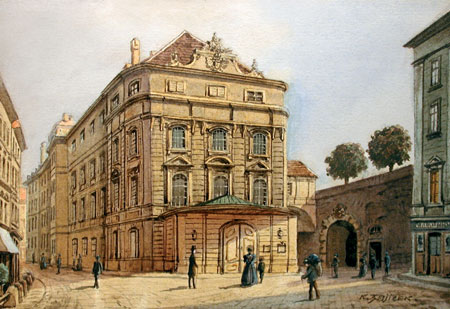
L'ancien Kärntnertortheater de Vienne dessiné par Carl Wenzel Zajicek où fut donnée une seule représentation de Wirt und Gast, rebaptisé Die beiden Kalifen le 20 octobre 1814

La deuxième expérience théâtrale de Meyerbeer n’est guère plus concluante que la première. La création a lieu le 6 janvier 1813 au Hoftheater de Stuttgart. Meyerbeer raconte dans son journal : « Arrivé la veille de la création, j’ai pu superviser deux répétitions, sans pouvoir être d’une aide particulièrement précieuse, tant la représentation avait été préparée de façon insuffisante et précipitée. La production fut jugée médiocre par la critique et l’opéra reçu très tièdement ». Les créateurs des rôles d’Alimelek et d’Irène étaient peu sûrs d’eux-mêmes, et la soprano avait une voix rauque. Trois numéros furent coupés (le Mélodrame No 4 avant le Finale du premier acte, la Marche turque No 9 et la musique de scène No 12 correspondant au changement de décor) ; le chef d’orchestre abrégea également le finale du second acte qu’il jugeait trop long (suppression du Mélodrame et du Canon introductifs).
Meyerbeer révisa son opéra pour être représenté au Kärntnertortheater de Vienne sous le titre Die beiden Kalifen (Les deux califes) le 20 octobre 1814. Avant la représentation, une rumeur se répandit selon laquelle l’opéra était une satire du Congrès de Vienne qui allait s’ouvrir le 1er novembre suivant. Comme il n’en était rien, les spectateurs se sentirent floués et l’opéra ne put aller au-delà de la première représentation.
Carl Maria von Weber qui était lui-même l’auteur de la fantaisie orientale Abu Hassan, appréciait beaucoup l’opéra de Meyerbeer. Il en dirigea plusieurs représentations à Prague en 1815, puis à Dresde en 1819, l’œuvre étant alors donnée sous le titre d’Alimelek.

## Interprètes de la création
| Rôle             | Tessiture | Distribution de la création, 1813 (Chef d’orchestre: Conradin Kreutzer) |
| ---------------- | --------- | ----------------------------------------------------------------------- |
| Haroun al-Rachid | basse     | M. Gossler                                                              |
| Irène            | soprano   | Karoline Wilhelmine Meier                                               |
| Alimelek         | ténor     | Johann Baptist Krebs                                                    |
| Giafar           | ténor     | Johann Nepomuk Schelble                                                 |
| Ibrahim          | basse     | M. Löhse                                                                |